# Liste der Chief Minister von Madhya Pradesh
Die folgende Tabelle listet die Chief Minister von Madhya Pradesh mit Amtszeit und Parteizugehörigkeit auf.
| #  | Name                    | Amtsantritt        | Ende der Amtszeit  | Partei                     |
| 1  | Ravi Shankar Shukla     | 15. August 1947    | 31. Dezember 1956  | Indischer Nationalkongress |
| 2  | Bhagwantrao Mandloi     | 1. Januar 1957     | 30. Januar 1957    | Indischer Nationalkongress |
| 3  | Kailash Nathi Katju     | 31. Januar 1957    | 10. März 1962      | Indischer Nationalkongress |
| 4  | Bhagwantrao Mandloi     | 11. März 1963      | 29. September 1963 | Indischer Nationalkongress |
| 5  | Dwarka Prasad Mishra    | 30. September 1963 | 29. Juli 1967      | Indischer Nationalkongress |
| 6  | Govind Narayan Singh    | 30. Juli 1967      | 12. März 1969      | Indischer Nationalkongress |
| 7  | Naresh Chandra Singh    | 13. März 1969      | 25. März 1969      | Indischer Nationalkongress |
| 8  | Shyama Charan Shukla    | 26. März 1969      | 28. Januar 1972    | Indischer Nationalkongress |
| 9  | Prakash Chandra Sethi   | 29. Januar 1972    | 22. Dezember 1975  | Indischer Nationalkongress |
| 10 | Shyama Charan Shukla    | 23. Dezember 1975  | 28. April 1977     | Indischer Nationalkongress |
|    | (President’s rule)      | 29. April 1977     | 25. Juni 1977      |                            |
| 11 | Kailash Chandra Joshi   | 26. Juni 1977      | 17. Januar 1978    | Janata Party               |
| 12 | Virendra Kumar Saklecha | 18. Januar 1978    | 19. Januar 1980    | Janata Party               |
| 13 | Sunderlal Patwa         | 20. Januar 1980    | 16. Februar 1980   | Bharatiya Janata Party     |
|    | (President’s rule)      | 17. Februar 1980   | 8. Juni 1980       |                            |
| 14 | Arjun Singh             | 9. Juni 1980       | 13. März 1985      | Indischer Nationalkongress |
| 15 | Motilal Vora            | 14. März 1985      | 13. Februar 1988   | Indischer Nationalkongress |
| 16 | Arjun Singh             | 14. Februar 1988   | 24. Januar 1989    | Indischer Nationalkongress |
| 17 | Motilal Vora            | 25. Januar 1989    | 8. Dezember 1989   | Indischer Nationalkongress |
| 18 | Shyama Charan Shukla    | 9. Dezember 1989   | 4. März 1990       | Indischer Nationalkongress |
| 19 | Sunderlal Patwa         | 5. März 1990       | 14. Dezember 1992  | Bharatiya Janata Party     |
|    | (President’s rule)      | 15. Dezember 1992  | 6. Dezember 1993   |                            |
| 20 | Digvijay Singh          | 7. Dezember 1993   | 7. Dezember 2003   | Indischer Nationalkongress |
| 21 | Uma Bharti              | 8. Dezember 2003   | 22. August 2004    | Bharatiya Janata Party     |
| 22 | Babulal Gaur            | 23. August 2004    | 28. November 2005  | Bharatiya Janata Party     |
| 23 | Shivraj Singh Chauhan   | 29. November 2005  | 12. Dezember 2018  | Bharatiya Janata Party     |
| 24 | Kamal Nath              | 17. Dezember 2018  | 20. März 2020      | Indischer Nationalkongress |
| 25 | Shivraj Singh Chauhan   | 23. März 2020      | 12. Dezember 2023  | Bharatiya Janata Party     |
| 26 | Mohan Yadav             | 13. Dezember 2023  | im Amt             | Bharatiya Janata Party     |